# Carl Kraus (Agrarwissenschaftler)
Carl Kraus (* 5. Januar 1851 in Stadtamhof bei Regensburg; † 15. Oktober 1918 in München) war ein deutscher Pflanzenbauwissenschaftler und Pflanzenzüchter.

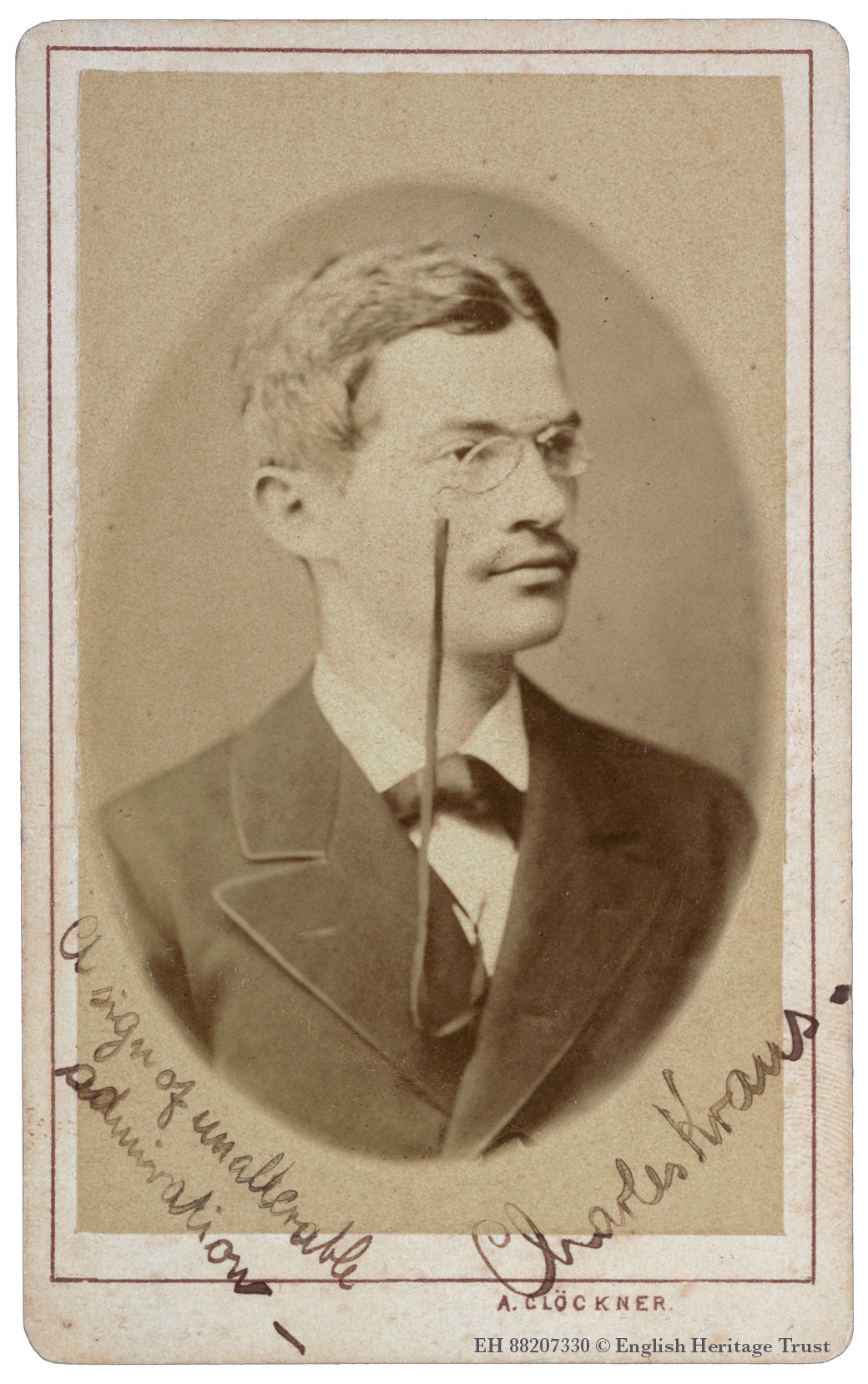
Carl Kraus

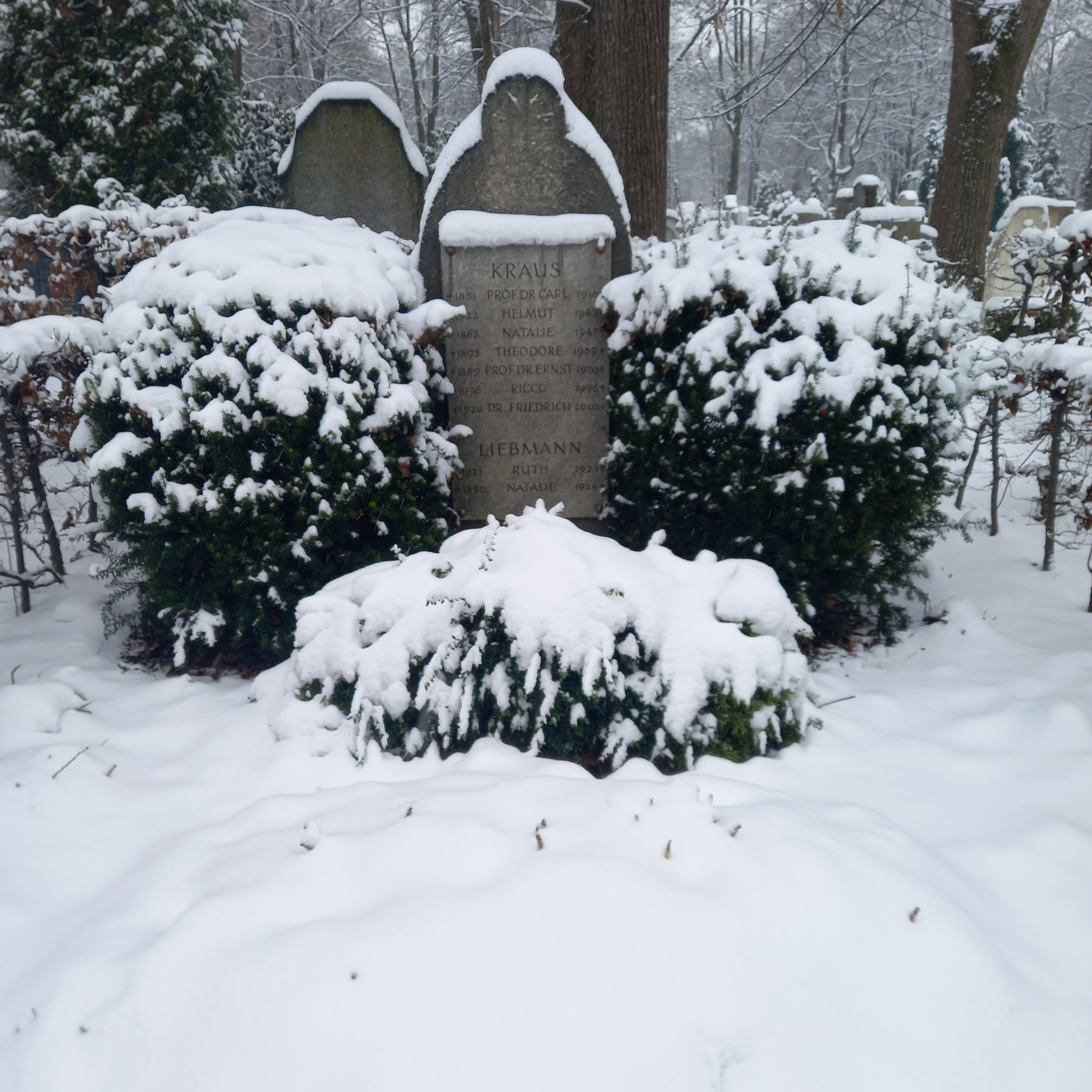
Das Grab von Carl Kraus und seiner Ehefrau Natalie geborene Herwig im Familiengrab auf dem Ostfriedhof (München)

## Leben
Kraus, Sohn eines Volksschullehrers, studierte ab 1869  Naturwissenschaften, Nationalökonomie und Landwirtschaft an der Universität München. Dort promovierte er 1875 bei dem Botaniker Carl Wilhelm von Nägeli mit einer Arbeit über Chlorophyll. Dann ging er als Lehrer an die Kreisackerbauschule nach Triesdorf (Mittelfranken), wo er zugleich eine Samenkontrollstation leitete und Gefäß- und Feldversuche durchführte.
Ab 1884 wirkte Kraus als Lehrer an der Kreisackerbauschule in Kaiserslautern. 1888 wurde er als Professor an die Landwirtschaftliche Zentralschule nach Weihenstephan berufen und dort 1892 zum Direktor ernannt. Diese Ausbildungsstätte hat er innerhalb weniger Jahre so umfassend reorganisiert, dass sie 1895 zur Akademie erhoben wurde. Kraus hielt hier Vorlesungen über Acker- und Pflanzenbau und beschäftigte sich mit Ausgrabungen von Pflanzenwurzeln.
1901 übernahm Carl Kraus als Nachfolger von Ewald Wollny den Lehrstuhl für Acker- und Pflanzenbaulehre an der landwirtschaftlichen Abteilung der Technischen Hochschule München. Hier widmete er sich verstärkt dem Saatgut- und Sortenwesen und der Pflanzenzüchtung. Die 1902 erfolgte Gründung der Bayerischen Landessaatzuchtanstalt war im Wesentlichen sein Werk. Als erster Leiter dieser Anstalt, der er bis 1910 vorstand, setzte er für den Saatgutanbau in Bayern neue Maßstäbe.

## Ehrungen
Kraus war Ehrenphilister des Corps Agronomia Weihenstephan. In Freising ist eine Straße nach ihm benannt.

## Forschungsleistungen
Ein Schwerpunkt seiner Forschungstätigkeit waren langjährige Experimente über die Standfestigkeit der Getreidehalme und deren Beeinflussung durch natürliche Wachstumsfaktoren sowie durch ackerbauliche Maßnahmen. Einen krönenden Abschluss fanden diese Arbeiten in dem 1908 veröffentlichten umfangreichen Werk Die Lagerung der Getreide. Entstehung und Verhütung mit besonderer Berücksichtigung der Züchtung auf Standfestigkeit. Die um die Jahrhundertwende aktuelle Frage der Behäufelung des Getreides hat Kraus 1913 in der Schrift Der Anbau des Getreides mit neuen Hilfsmitteln und nach neuen Methoden ausführlich behandelt. Von seinen eigenständigen Schriften sind noch besonders die Monographien über das Leinkraut (1909) und über die Quecken (1912) hervorzuheben. Beide Schriften enthalten die jeweils neuesten Erkenntnisse über die pflanzenbaulichen Bekämpfungsmaßnahmen dieser Unkräuter.
Bereits in Weihenstephan studierte Kraus intensiv das Wurzelwachstum landwirtschaftlicher Kulturpflanzen am natürlichen Wuchsort. Seine 1892 bis 1896 in der Zeitschrift "Forschungen auf dem Gebiete der Agrikultur-Physik" veröffentlichte vierteilige Abhandlung Untersuchungen über die Bewurzelung der Kulturpflanzen in physiologischer und kultureller Beziehung gehört zu den "klassischen" Arbeiten auf dem Gebiet der Wurzelökologie. Diese Art der Wurzeluntersuchungen in Feldbeständen setzte Kraus in München fort. Als methodisch wegweisend gilt sein 1914 in "Fühlings Landwirtschaftlicher Zeitung" veröffentlichter Beitrag über die Verbreitung der Wurzeln in Beständen von Rein- und Mischsaaten.
Carl Kraus, zugleich Begründer der bayerischen Braugerstenzüchtung,  gehört zu den herausragenden Persönlichkeiten der Pflanzenbauwissenschaft in Bayern. Durch sein engagiertes Mitwirken im Bayerischen Landwirtschaftsrat, in landwirtschaftlichen Bildungseinrichtungen und in Ackerbauvereinen hatte er sich auch bei den Landwirten ein hohes Ansehen erworben. Seit 1907 führte er den Titel Geheimer Hofrat. 1908 verlieh ihm das Kuratorium der Liebig-Stiftung die Goldene Liebig-Medaille.

## Schriften (Auswahl)
- Untersuchungen über die Bewurzelung der Kulturpflanzen in physiologischer und kultureller Beziehung. In: Forschungen auf dem Gebiete der Agrikultur-Physik Bd. 15, 1892, S. 234–286; Bd. 17, 1894, S. 55–103; Bd. 18, 1895, S. 113–166 u. Bd. 19, 1896, S. 80–129.
- Über die Saatgutzüchtung in Bayern. Jahrbuch der Deutschen Landwirtschafts-Gesellschaft 20, 1905, S. 340–351
- Die Lagerung der Getreide. Entstehung und Verhütung mit besonderer Berücksichtigung der Züchtung auf Standfestigkeit. Verlagsbuchhandlung Eugen Ulmer Stuttgart 1908.
- Das gemeine Leinkraut. Verlag Paul Parey Berlin 1909 = Arbeiten der Deutschen Landwirtschafts-Gesellschaft H. 166.
- Die gemeine Quecke. Verlag Paul Parey Berlin 1912 = Arbeiten der Deutschen Landwirtschafts-Gesellschaft H. 220.
- Der Anbau des Getreides mit neuen Hilfsmitteln und nach neuen Methoden. Verlag Paul Parey Berlin 1913; 2. neubearb. Aufl. von Ludwig Kießling ebd. 1919 = Landwirtschaftliche Hefte Nr. 22.
- Zur Kenntnis und Verbreitung der Wurzeln in Beständen von Rein- und Mischsaaten. In: Fühlings Landwirtschaftliche Zeitung Jg. 63, 1914, S. 337–362, 369–383 u. 401–412.